# Kenyeres Sándor
Kenyeres Sándor (Decs, 1949 –) magyar üzletember.

## Életpályája
Villamosmérnöki tanulmányait 1969 és 1973 között a  Budapesti Műszaki Egyetemen végezte.  1973-tól munkahelye a Tungsram: projektszervezés, gyártásszervezés, ipari beruházások. Amerikai és japán tanulmányutak után a Tungsram félvezetői projektjének managere.
1978-tól[forrás?] a Burginvest Rt. elnöke. Lakóparkok szervezését, finanszírozását irányítja. Nevéhez fűződik a Budai Belváros gondolata. Ennek megvalósításaként 1995-től a Mammut projektek vezetője – máig a részvénytársaság elnöke, a Mammut igazgatótanácsának elnöke.
2002-ben akadémiai[forrás?] Talentum Díjat alapított Közép-Kelet-Európa kiemelkedő tehetségű fiatal tudósai és kutatói számára.

## Szakmai érdeklődési területe
Térségfejlesztést, életminőséget, környezeti minőség javítását szolgáló projektek, Magyarország regionális központ koncepció. A Corvinus Egyetem vendégprofesszora, mint a térségfejlesztési szakterület előadója.

## Üzletemberi munkássága, pályája
Munkássága, befektetési projektjei közül a legfontosabbak:
- több világ körüli tanulmányút (1990-91, 2001-02, 2009), már komoly, nemzetközileg elismert üzletemberként
- budai belváros terve
- Mammut bevásárló komplexum
- Talentis program
- EC CUP Foundation

A művészet, a kultúra és a tudományok jelentős támogatja. A közreműködésével létrejött projektek ötletgazdája, kezdeményezője és kreatív alkotója.
- 1973-ban a Budapesti Műszaki Egyetemen végzett, as electric research engineer.
- 1976-ban az USA-ban a Silicon Valleyben folytatta munkáját, '77-ben Japánban.
- 1978-tól önálló üzleti pályára lépett
- 1982-90 Fashion Designer
- 1990-91 world wide study tour
- 1992-95 épületek tervezése, kivitelezése (Mammut)

1995-ben startolt a budai belváros tervével (Budapest, capital of Hungary) (városközpont rehabilitáció), amelyben az üzleti vállalkozás mellett, jelentős közösségi, szociális és közfejlesztéseket is végrehajtott. Ennek részeként valósult meg a Mammut bevásárló komplexum (amely 2000-ben nyitott meg), ami egy 120.000 m2 commercial, office, entertainment and public facilities center.
2002-ben alapította meg, az akadémiai Talentum díjat, a Kárpát-medencében élő fiatal tudós tehetségek támogatására.
2003-ban a World Science Forum (Budapest) főtámogatója és előadója. Bemutatta a Talentis program keretei között megvalósuló, a közép európai Szilícium völgy megalapítását célzó projektet.
2005-ben megkezdődött a program végrehajtása, melynek eredményeként öt sikeres projekt került befejezésre.

## Filantróp munkássága
Mivel üzleti pályafutását a nulláról kezdte, erős szociális kötődés fűzi a szegényebb rétegekhez, és ez végigkíséri egész életét, szakmai pályafutását és döntéseit.
2001-2002-ben újabb world wide study tourra indult és ennek eredményeként alapítja meg 2003-ban a Talentis programot. Nagyon fontosnak tartotta a közép európai tehetség és tudás projektté formálását, álláspontja szerint ez jelenti Közép Európa jövőjét.
2009-ben újabb világ körüli tanulmányútra indult, hogy megértse a világot sújtó gazdasági válság hatásait, és a jövőre adandó lehetséges válaszokat és megoldásokat. Ezt követően 2010-ben született meg az EC CUP gondolata, az eurázsiai és afrikai összefogás gondolata. Szilárd meggyőződése, hogy a három kontinens szoros együttműködése mentén képzelhető el csak sikeres közös jövő.
2011 februárjában, Londonban két kreatív alkotó társával (két világhírű professzor közreműködésével: Professzor Zoltán J. Ács és Professzor Imre B. Kovács) az ő kezdeményezésére, megalapították az EC CUP foundation-t.
Az EC CUP gondolat mentén az első projekt 2011 februárjában jött létre, amikor is a történelem során először köszöntötte Európa egy nagyszabású kulturális, művészeti eseménnyel (The Cultural Bridge China - Europe)  a world wide china society-t.
Miután a három kontinens összefogásának gondolata megszületett, az EC CUP world wide kutatásai mentén, fontos volt egy megfelelő helyszín megtalálása, amely a három kontinens történelmét, kultúráját, összefogását, legjobban megjeleníti.
Így esett a választás Ciprusra. 
A sziget spiritualitása, az elmúlt évezredek során a kultúrák találkozása, tökéletes helyszínt kínál az EC CUP vízió, a három kontinens harmonikus együttműködésének megvalósítására.